# Aminata Sininta
Aminata Sininta (Bamako, 23 dicembre 1985) è un'ex cestista maliana.

## Carriera
Con il Mali ha disputato i Giochi olimpici di Pechino 2008 e tre edizioni dei Campionati africani (2005, 2007, 2009).